# Parker’s Mood
Parker’s Mood ist ein Jazz-Album, das im Jahr 2005 von Stefano Di Battista bei Blue Note Records veröffentlicht wurde.

## Hintergrund
Das Album wurde von Di Battista als Tribute an Charlie Parker aufgenommen. Die ausgesuchten Stücke stammen entweder von Parker oder sind von ihm aufgenommen worden. Alle Stücke wurden von Di Battista in großer Nähe zu Parkers Original-Aufnahmen aufgenommen, was von der Kritik teils positiv, teil negativ aufgenommen wurde.
Di Battista wird begleitet von seinem langjährigen Wegbegleitern, Flavio Boltro| an der Trompeter, mit dem er schon sein Debüt-Album aufnahm und dem Bassisten Rosario Bonaccorso. Mit dem Pianisten Kenny Barron und dem Schlagzeuger Herlin Riley wurden auch zwei amerikanische Musiker für die Aufnahmen verpflichtet.

## Kritik
Kyle O’Brien stellte bei Jazz Society of Oregon den Sinn des Albums in Frage, da es sich um ein notengetreues Nachspielen der Originalaufnahmen handele. Es würde nur zeigen, dass auch zeitgenössische Saxophonisten den Bop spielen können, ansonsten solle man sich die Originalaufnahmen anhören. Stephen Latessa lobte das Album bei allaboutjazz für die gute Intention des Albums und nannte es hochunterhaltsam.

## Titelliste
1. Salt Peanuts (2:49) (Dizzy Gillespie, Kenny Clarke)
2. Embraceable You (9:33) (G. & I. Gershwin)
3. Night In Tunisia (5:00) (Dizzy Gillespie)
4. Parker’s Mood (5:17) (Charlie Parker)
5. Confirmation (5:12) (Charlie Parker)
6. Donna Lee (3:24) (Charlie Parker)
7. Laura (6:47) (David Raksin, Johnny Mercer)
8. Hot House (3:58) (Tadd Dameron)
9. Congo Blues (2:26) (Charlie Parker)
10. ’Round Midnight (7:10) (Thelonious Monk)